# یورک (کارولینای جنوبی)
یورک(به انگلیسی: York) شهری در ایالت کارولینای جنوبی کشور ایالات متحده آمریکا است که جمعیت آن در سرشماری سال ۲۰۱۰ میلادی، ۷٬۷۳۶ نفر بوده‌است.